# Jean Kockerols
Jean Kockerols (Brecht, 13 augustus 1958) is een Belgisch geestelijke en hulpbisschop van het aartsbisdom Mechelen - Brussel.

## Levensloop
Kockerols werd licentiaat in de rechten en in het maritiem recht en werkte als jurist bij de Belgische Scheepvaartmaatschappij CMB. Hij was tegelijk (net zoals de Antwerpse bisschop Johan Bonny) vrijwilliger bij de Arkgemeenschappen van Jean Vanier (in Luik, Cognac en Brussel), wat bij hem de roeping tot het priesterschap deed ontstaan.
Op 18 september 1993 werd hij in Brussel tot priester gewijd. Hij studeerde verder en werd baccalaureus in kerkelijk recht en in de filosofie. Hij verwierf ook een diploma voor studies in ontwikkelingssamenwerking. Aan de Gregoriaanse universiteit in Rome behaalde hij een doctoraat in de theologie. 
Hij was achtereenvolgens:

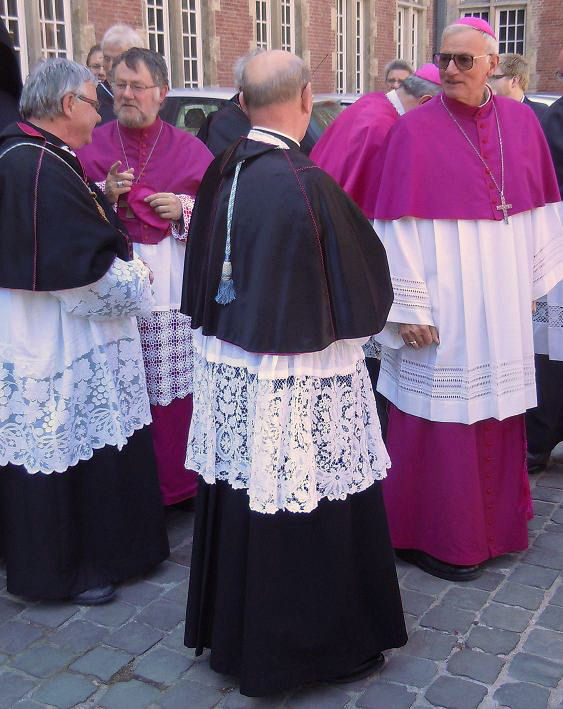
Jean Kockerols (met baard) in gezelschap van onder meer Frans Daneels tijdens de Heilige Bloedprocessie in 2011

- 1995-2001 : medepastoor parochie Onze-Lieve-Vrouw van het Heilig Hart (Etterbeek) en pastoor van de Sint-Pietersparochie (Sint-Pieters-Woluwe)
- 2001: stichter en sindsdien directeur van de 'Centre d’études pastorales' in Brussel.
- 2004 : pastoor van de Sint-Pietersparochie (Ukkel).
- 2006 : apostolisch commissaris voor het tijdelijke bij de Zusters van de Eucharistie.
- 2007 : pastoor van de parochies Sint-Marcus en Sint-Paulus (Ukkel).
- 2007 : medeverantwoordelijk voor de pastoraal in het Frans in de parochies van Ukkel (pastorale eenheid Boetendaal).
- 1 januari 2007 : deken van Brussel-Zuid.

Hij werd ook directielid van het Diocesaan Seminarie (Limelette en Brussel), directeur van de École de la foi en docent aan het Institut d’Études Théologiques (Brussel). 

## Hulpbisschop
Op 21 februari 2011 werd hij door paus Benedictus XVI benoemd tot hulpbisschop van het aartsbisdom Mechelen-Brussel, voor het vicariaat Brussel. Als titulair bisdom werd hem het voormalige bisdom Ieper toegewezen. 
Op zondag 3 april 2011 werd hij in de Nationale Basiliek van Koekelberg door aartsbisschop André Léonard tot bisschop gewijd.
In september 2023 kreeg hij van paus Franciscus toelating om een sabbatjaar op te nemen. De pas benoemde aartsbisschop Luc Terlinden benoemde Tony Frison tot bisschoppelijk vicaris voor het vicariaat Brussel.

## Publicaties
- L'Esprit à la Croix. La dernière onction de Jésus, voorwoord kardinaal Danneels, Lessius, Brussel, 1999, ISBN 2-87299-073-9 - SODIS 8556143
- La liturgie à Taizé, in La Maison-Dieu n.255, 2008/3, p.41-61.